# Річард Рорті
Рі́чард Ро́рті (англ. Richard Rorty; 4 жовтня 1931 — 8 червня 2007) — американський філософ. 

## Біографія
Народився 4 жовтня 1931 року в Нью-Йорку, США. 
Вступив до Чиказького університету у віці 15 років. Отримав статус бакалавра, а згодом і магістра, продовжуючи освіту у Єльському університеті. Відслужив 2 роки в армії, після чого викладав у коледжі до 1961-го. 21 рік пропрацював професором у Принстонському університеті. З 1982 — професор Вірджинського університету.
Помер 8 червня 2007 року в  Пало-Альто, Каліфорнія від раку підшлункової залози, опублікувавши перед смертю свій останній твір «Вогонь життя».   

## Філософія
Річард Рорті вважається одним з посередників між англо-американською традицією аналітичної філософії і європейською філософією. Філософія, на думку Рорті, не описує і не досліджує реальний світ, а лише є знаряддям у процесі прагматичного опису і герменевтичної розмови.
1979 року опублікував працю «Філософія і дзеркало природи», в якій здійснена спроба спростувати метафізичне розуміння світу як дзеркала реальності. Філософські розмови характеризуються історичною ситуативністю і не дають можливість сформулювати універсальну, позаісторичну істину.
У наступній книжці «Випадковість, іронія й солідарність» (1989) Рорті наголошує на тому, що істина не відкривається, а створюється у процесі письма або говоріння. Також ця книжка містить твердження, що єдиним незамовним фактом у нашому житті є біль. Щоб його послабити, необхідне існування громадської сфери політичної філософії, у дискусії якої повинні бути включені якомога більше людей. Необхідним елементом є також і приватна сфера, у якій люди могли б вільно досліджувати власні естетичні творіння.
За Рорті, моральний прогрес — поступове розширення здатності людей «симпатизувати» і «довіряти», головний критерій при цьому — «пониження значущості жорстокості». «Ідеальне» суспільство орієнтується не на формулювання остаточної і беззаперечної істини, а на плюралізм точок зору. Як нову соціальну і культурну парадигму Рорті формулює концепцію «іронічного лібералізму», яка передбачає розуміння людиною відносності і випадковості власної мови і свідомості й категоричне заперечення будь-яких проявів жорстокості.

## Головні твори
- Філософія і дзеркало природи (Philosophy and the Mirror of Nature, Princeton: Princeton University Press, 1979).
- Значення прагматизму (Consequences of Pragmatism, 1982).
- Філософія після філософії: випадковість, іронія й солідарність(Contingency, Irony, and Solidarity, 1989).

## Переклади українською
- Рорті Р. Філософія і дзеркало природи (фрагменти) // Пер. В. С. Пазенка / Сучасна зарубіжна філософія. Течії і напрями. Хрестоматія — К.: Ваклер, 1996. — С. 295–358.
- Рорті Р. Постмодерністський буржуазний лібералізм // Пер. М. Бойченка / Р. Рорті, Р. Козеллек. — К.: Український філософський фонд, 1998. — С. 5-13. — ISBN 966-7321-30-4.
- Рорті Р. Пріоритет демократії перед філософією // Пер. Я. Попіка / Р. Рорті, Р. Козеллек. — К.: Український філософський фонд, 1998. — С. 14-37. — ISBN 966-7321-30-4.
- Рорті Р. Прагматизм і філософія // Після філософії : кінець чи трансформація? / упоряд. К. Байнес. — К.: Четверта хвиля, 2000. — С. 24-66.
- Рорті Р. Постмодерністський буржуазний лібералізм // Незалежний культурологічний часопис «Ї». — № 21. — 2001. — С. 58-72.